# Diaľnica D1
Die Diaľnica D1 ist die längste Autobahn in der Slowakei. Sie ist Teil der Europastraßen 50, 58, 75 und 571 sowie in voller Länge Teil des V. Paneuropäischen Verkehrskorridors (Ast A): Venedig – Bratislava – Košice – Uschhorod. Der erste Abschnitt wurde 1975 zwischen Bratislava und Senec eröffnet.
Im Endausbau soll die Autobahn 516 km lang sein. Sie wird dann von Bratislava über Trnava, Trenčín, Púchov, Žilina, Martin, Poprad, Prešov, Košice und Michalovce zur ukrainischen Grenze bei Záhor führen. Derzeit hat die Autobahn drei Teilstrecken mit einer Gesamtlänge von 399,8 km, somit sind 77,4 Prozent von der Gesamtlänge sowie 93 Prozent der Teilstrecke zwischen Bratislava und Košice fertiggestellt. Fertige zusammenhängende Abschnitte sind im Einzelnen Bratislava–Lietavská Lúčka (199,7 km), Dubná Skala–Turany (16,4 km) und Ivachnová–Bidovce (183,8 km).
In Bau sind zwei Bauabschnitte mit einer Gesamtlänge von 28,4 km, die bis Ende 2025 dem Verkehr freigegeben werden sollen. Geplant ist Bauabschnitt Turany–Hubová sowie alle Bauabschnitte östlich von Bidovce, insgesamt 88 km.
Insgesamt zwölf Tunnel sind geplant, sechs davon entfallen auf die Teilstrecke zwischen Žilina und Ružomberok. Fertige Tunnel sind Branisko (erste Tunnelröhre, 4975 m), Ovčiarsko (2367 m), Prešov (2244 m), Bôrik (999 m), Žilina (687 m), Šibenik (588 m) und Lučivná (250 m). In Bau befinden sich zwei weitere Tunnel: Višňové (7520 m) und Čebrať (3600 m).
Der Großteil der Autobahn unterliegt der slowakischen Vignettenpflicht für Kraftfahrzeuge bis 3,5 t sowie elektronischer Mautpflicht für Kraftfahrzeuge über 3,5 t. Ausgenommen von der Vignettenpflicht sind Teilstrecke innerhalb Bratislavas (Ausfahrten 0–15) sowie Umgehungen von Žilina (Ausfahrten 187–199), Poprad (Ausfahrten 322–329), Prešov (Ausfahrten 400–407) und Košice (Ausfahrten 427–433).

## Geschichte

### Ära der Tschechoslowakei bzw. des Slowakischen Staates (1930er Jahren bis 1993)

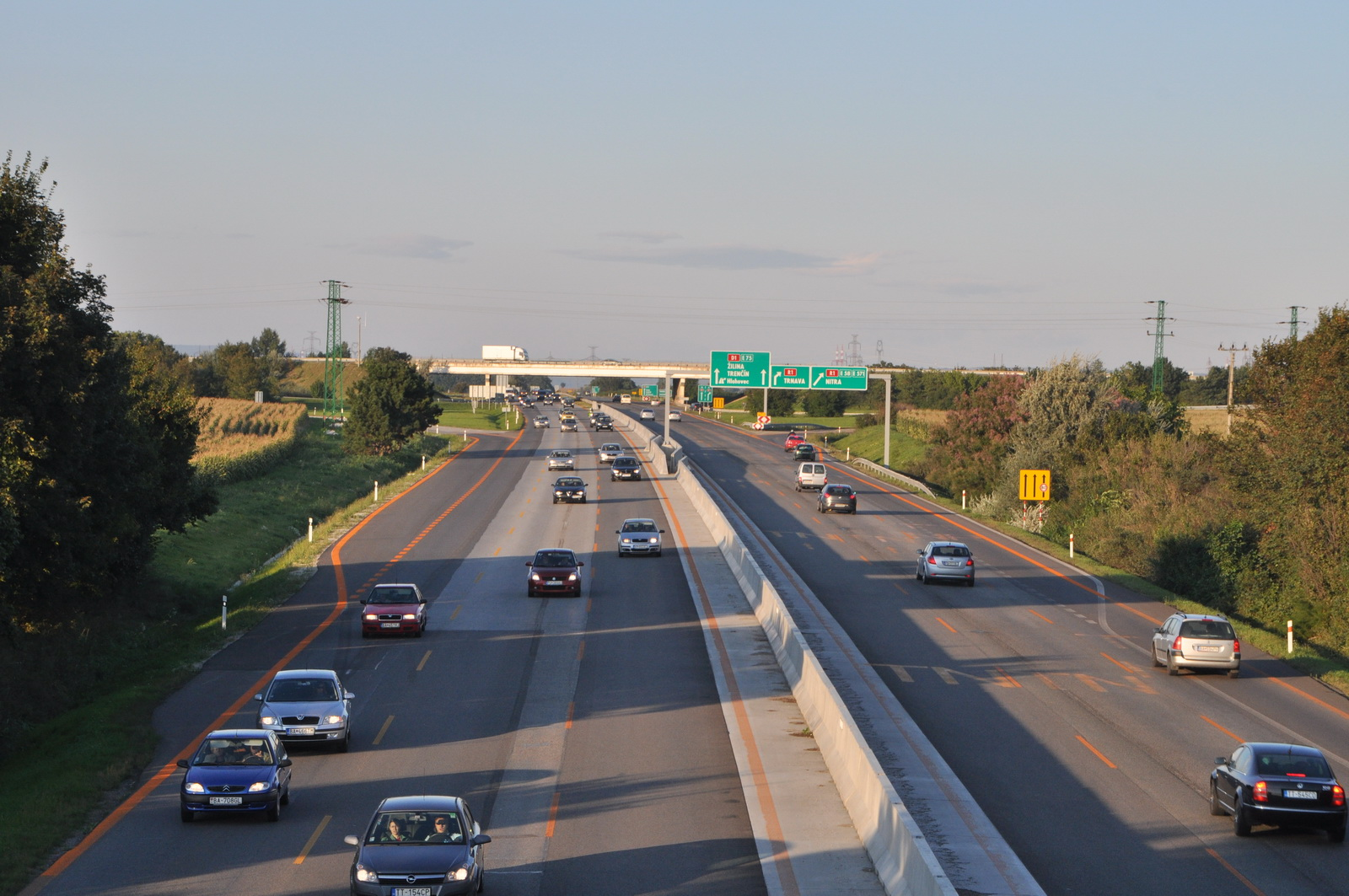
Autobahnknoten Trnava (mit der Schnellstraße R1)

Die ersten Pläne für eine Autobahnverbindung von Böhmen (von Cheb heraus über Pilsen bzw. Prag) über die Slowakei nach Mukatschewo in der ukrainischen Oblast Transkarpatien (damals ein Teil der Tschechoslowakei) erschienen in den 1930er Jahren, noch genauer im Jahr 1935. Zuerst sahen die Planungen noch keine Anbindung nach Bratislava vor. Die Bauarbeiten begannen Ende der 1930er Jahre im tschechischen Teil (für mehr Details siehe den Artikel Dálnice 1), in der Slowakei vorerst jedoch nicht. Im Slowakischen Staat plante man, eine Autobahn von Bratislava über Žilina und weiter nach Osten des Landes zu realisieren; zum Bau kam es jedoch nicht mehr.
Nach dem Zweiten Weltkrieg wurde der Autobahnbau zuerst 1946 im tschechischen Teil wiederaufgenommen, nach der Machtübernahme der KSČ aber verlangsamt und schließlich 1950 wegen hoher Kosten zugunsten des Wiederaufbaus des Landes ganz eingestellt. In den 1960er Jahren stieg das Verkehrsaufkommen rasch an und es wurden neue Pläne erarbeitet.
In dem Regierungsbeschluss vom 10. April 1963 wurde die Autobahn D1 in der Trasse von Prag via Brünn, Uherské Hradiště, Trenčín, Vrútky, Ružomberok, Poprad, Košice zur sowjetischen Grenze mit einer Länge von 712 km, davon in der Slowakei 402 km festgelegt; weiter war die 107 km lange Autobahn D61 von Bratislava über Trnava zur D1 bei Trenčín geplant.

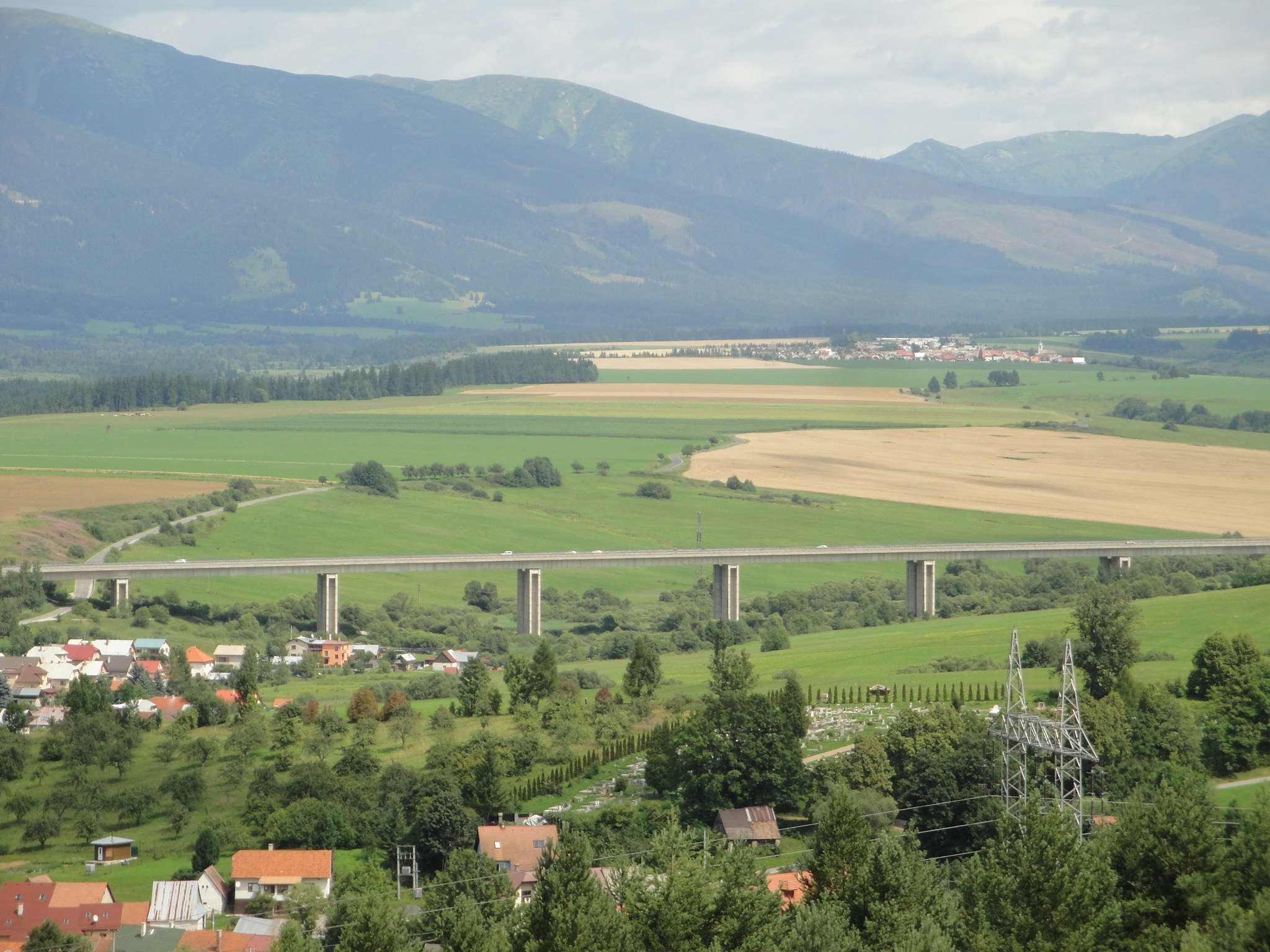
In den 1980er Jahren erbaute Talbrücke Dovalovec bei Liptovský Hrádok

1967 begann wieder der Autobahnbau bei Prag; in der Slowakei begannen die Bauarbeiten im Jahr 1972 mit dem 7,1 km langen Abschnitt Liptovský Mikuláš–Liptovský Ján und 1973 am Abschnitt Ivachnová–Liptovský Mikuláš, zusammen mit dem Damm der Talsperre Liptovská Mara. Noch vorher begann 1972 der Bau des fast 17 km langen Teilstücks von Bratislava nach Senec (damals noch als D61 bezeichnet). Im Verlaufe der 1970er Jahre wurde die Autobahn bis nach Trnava verlängert (insgesamt 36 km). In den 1980er Jahren kam im Osten der 19 km lange Abschnitt zwischen Prešov und Budimír (bei Košice); in Bratislava wurde 1983 die Hafenbrücke eröffnet. In der Liptau wurde die bestehende Autobahn 1983 bis nach Liptovský Hrádok, inklusive der 1035 m langen Autobahnbrücke Podtureň, und 1986 bis nach Hybe (einbahnig, zweite Fahrbahn 1990) verlängert. Die D61 erreichte im Jahr 1982 die Ortschaft Červeník nahe Hlohovec, 1985 Piešťany und 1988 Horná Streda, wo die Autobahn bis 1998 endete.
1987 wurde die Planung der heutigen Verbindung von der D2 zur österreichischen Grenze als Teil der D61 (heute Teil der D4) aufgenommen. Bis zur Trennung der Tschechoslowakei gab es also vier fertige Streckenteile: 4,3 km innerhalb Bratislavas, 79 km von Bratislava-Vajnory bis Horná Streda, 34,4 km von Ivachnová bis Hybe und 19,1 km von Prešov bis Budimír.

### In der unabhängigen Slowakei (nach 1993)
Nach 1993 wurde zuerst die Autobahn von Bratislava aus weitergebaut, sodass bis Ende 1998 das Autobahnende hinter Ladce lag, eine Verlängerung um 62,5 km. Als erstes ging die Strecke Chocholná–Nemšová (Ortsumgehung Trenčín) im November 1996 in Betrieb. In der Liptau wurde die Strecke von Hybe ostwärts bis Važec um 10,6 km verlängert. Bis auf die Teilstrecke Chocholná–Nemšová waren die fertiggestellten Strecken vorerst jedoch nur einbahnig. Aus finanziellen Gründen stoppte die neu angetretene Regierung von Mikuláš Dzurinda 1999 Bau und Planung weiterer Strecken und stellte Arbeiten an den bereits in Bau bestehenden Strecken Ladce–Sverepec, Vrtižer–Hričovské Podhradie, Važec–Mengusovce sowie Ortsumgehung Fričovce ein, einzig der Branisko-Tunnel durfte weitergebaut werden. Nur die bestehenden einbahnigen Strecken wurden bis 2000 ausgebaut und trotz des Baustopps begannen im Juni 1999 Arbeiten an der Stadtdurchfahrt Bratislava zwischen den Straßen Mierová und Senecká, inklusive der 1752 m langen Hochstraße Prievoz. 2002 wurden die Bauarbeiten an den anderen Strecken nach und nach wieder aufgenommen. Inzwischen wurden 1999 D61 und die alte D1 vereinigt, um die neue Trasse von Bratislava hinaus aufzustellen, dabei verwarf man die Planung der kurzen Strecke von der tschechischen Grenze bei Drietoma nach Trenčín.
In den 2000er Jahren wurde mit dem Bau der Lücken am westlichen Abschnitt (Bratislava–Žilina) begonnen: so wurden zwei Lücken in Bratislava im Osten der Stadt beim Flughafen (August 2002) und in Petržalka (Dezember 2005) erledigt. Im Waagtal wurden die Abschnitte Beluša-Sverepec (Dezember 2005), Vrtižer-Dolný Hričov (Januar 2007) und die Stadtstrecke durch Považská Bystrica (Mai 2010) freigegeben.

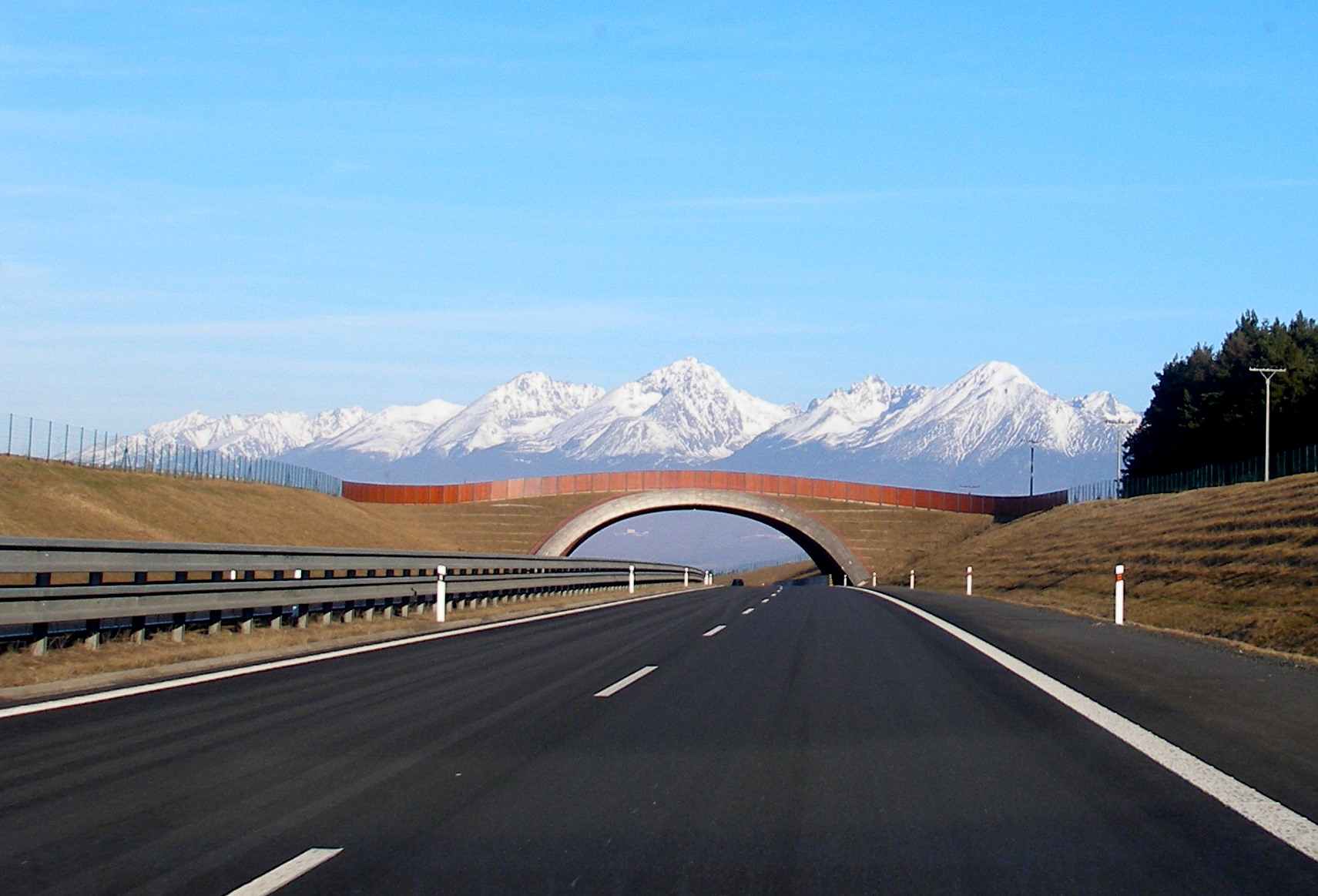
Grünbrücke zwischen Poprad und Spišský Štvrtok, im Hintergrund die Hohe Tatra

In der Nordslowakei wurde die Liptau-Autobahn (Ivachnová-Važec) weiter östlich nach Mengusovce (Dezember 2007), Poprad (Dezember 2009) und Spišský Štvrtok (Dezember 2008) verlängert. 2003 wurde der durch das Gebirge Branisko verlaufende Branisko-Tunnel eröffnet (allerdings mit nur einer Fahrbahn) und die schon seit 2001 bestehende 3 km lange Ortsumgehung von Široké um weitere 3 km ostwärts verlängert. 2005 wurde mit dem Bau der 7 km langen Strecke von Svinia nach Prešov begonnen, die im Juni 2010 freigegeben wurde. Im selben Monat wurde ein 8,5 km langes, teilweise einbahniges Teilstück unterhalb der Zipser Burg eröffnet, wo die fehlende Fahrbahn bis Dezember 2012 errichtet wurde.
Strecken bis Košice, die zur Regierungszeit des Kabinetts Fico I als PPP-Projekte durchgeführt werden. Es handelt sich dabei um die Strecken Dubná Skala–Turany, Turany–Hubová, Hubová–Ivachnová, Jánovce–Jablonov und Fričovce–Svinia mit einer Gesamtlänge von 75 km. Die geplanten Kosten waren etwa 2,1 Mrd. Euro. Die Fertigstellung war im Jahr 2012 vorgesehen. Für diese Strecke war die Bauzeit von vier Jahren und Baukosten von 1,9 Mrd. Euro vorgesehen. Für die Konzessionsdauer von 30 Jahren für die oben genannten Strecken würde die slowakische Regierung etwa 12,7 Mrd. Euro zahlen.
Am 2. September 2010 hat die neue Regierung (siehe Parlamentswahlen in der Slowakei 2010) die PPP-Projekte für Strecken östlich von Vrútky storniert, da trotz mehreren Terminverschiebungen (letztendlich bis Ende August 2010) die Baufirmen die Finanzierung nicht sichern konnten. Am 14. Dezember 2010 wurde auch der PPP-Projekt zwischen Hričovské Podhradie und Vrútky eingestellt, aus dem Grund der hohen Preise trotz angebotenen Ermäßigungen.
Aufgrund hoher Belastung der Strecke Bratislava–Trnava (Verkehrsstärke 2005 bei Chorvátsky Grob: 51.307 Fahrzeuge/24 Std., 2010: 71.088 Fahrzeuge/24 Std.) wurde die Strecke zwischen Bratislava-Vajnory und Trnava zum sechsspurigen Ausbau (vorerst ohne Pannenstreifen) 2008 bis 2009 ausgebaut und am 12. November 2009 offiziell eröffnet.

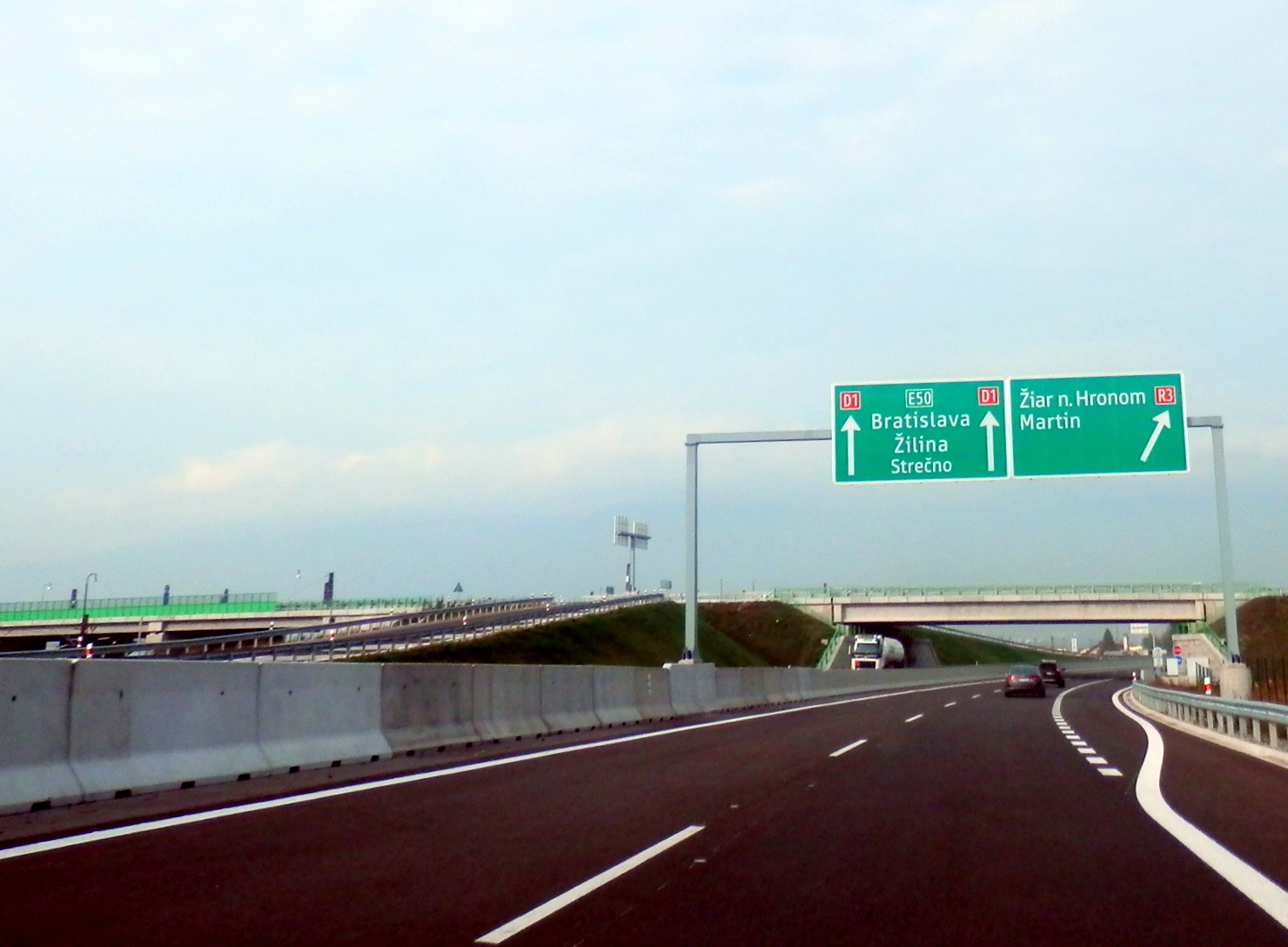
2015 eröffnetes Teilstück Dubná Skala–Turany, hier am Autobahndreieck Martin

Am 10. Juli 2015 wurde nach fünfjähriger Pause eine weitere Teilstrecke der Autobahn dem Verkehr freigegeben und zwar zwischen Dubná Skala und Turany (Ortsumgehung Martin, 16,4 km), Die Fertigstellung war ursprünglich Ende 2014 vorgesehen, wurde aber durch ein Hochwasser im Mai 2014 sowie Zahlungseinstellungen der ausführenden Baufirma Váhostav gegenüber Subunternehmen verzögert. Am 20. Juni 2011 hat der Bau des Teilstückes Spišský Štvrtok–Levoča begonnen, mit der ursprünglichen voraussichtlichen Inbetriebnahme im Dezember 2013. Auf der noch in Bau befindlichen Strecke stürzte im November 2012 ein Brückensegment bei Iliašovce, das vier Menschen das Leben kostete und zwölf verletzte, ein. Auch finanzielle Probleme bei ausführenden Baufirmen führten zu Verzögerungen, sodass der Abschnitt erst am 20. Oktober 2015 eröffnet wurde. Nur einen Monat danach wurde die anschließende Teilstrecke zwischen Levoča und Jablonov (Ortsumgehung Levoča, 9,5 km) mit dem 588 m langen Šibenik-Tunnel am 30. November 2015 dem Verkehr freigegeben. Als letzter von den vier im Jahr 2015 freigegebenen Bauabschnitten wurde der Abschnitt Fričovce–Svinia (11,2 km, in Bau seit November 2011) in Betrieb gestellt. Damit ist die D1 zwischen Ivachnová und Prešov auf 142,4 km Länge durchgängig befahrbar.
Der in der Ostslowakei gelegene Abschnitt Budimír-Bidovce (14,4 km) wurde am 16. Dezember 2019 nach 37 Monaten Bauzeit dem Verkehr freigegeben. Er bildet einen Teil der äußeren Umgehung der zweitgrößten slowakischen Stadt Košice und ist über das Autobahndreieck Rozhanovce mit der zukünftigem Südostumgehung in der Trasse der Schnellstraße R2 verknüpft. Bauausführer war das schwedische Unternehmen Skanska und man investierte 197,4 Millionen Euro. Der am 29. Januar 2021 eröffnete nordslowakische Abschnitt Hričovské Podhradie–Lietavská Lúčka (11,3 km) umfasst zwei Tunnel – Ovčiarsko (2367 m) und Žilina (687 m) – sowie Großbrücken bei Dolný Hričov (839 m) und Lietavská Lúčka (1042 m). Gegenüber der ursprünglich angegebenen Bauzeit von Januar 2014 bis Januar 2018 gab es drei Jahre Verspätung, da es u. a. Bauverzögerungen wegen geologischer Störungen gab und da der Bau des zur Inbetriebnahme dieser Strecke erforderlichen Zubringers nach Žilina erst später in Angriff genommen wurde. Diese Teilstrecke ist bis auf Weiteres für Schwerlastverkehr ab 7,5 Tonnen gesperrt. Als bislang letzte Teilstrecke wurde am 28. Oktober 2021 der 7,9 km lange Abschnitt Prešov, západ–Prešov, juh dem Verkehr freigegeben. Dieser bildet zusammen mit der Schnellstraße R4 einen Teil der Ortsumgehung der drittgrößten slowakischen Stadt Prešov und beinhaltet den 2,2 km langen Tunnel Prešov, drei Großbrücken sowie großen Knotenpunkt Prešov-západ (Anschluss an die R4, I/18 und II/546) mit Rampen von mehr als 11 km Länge. Der offizielle Baubeginn war am 30. Mai 2017.

## Ausbauzustand

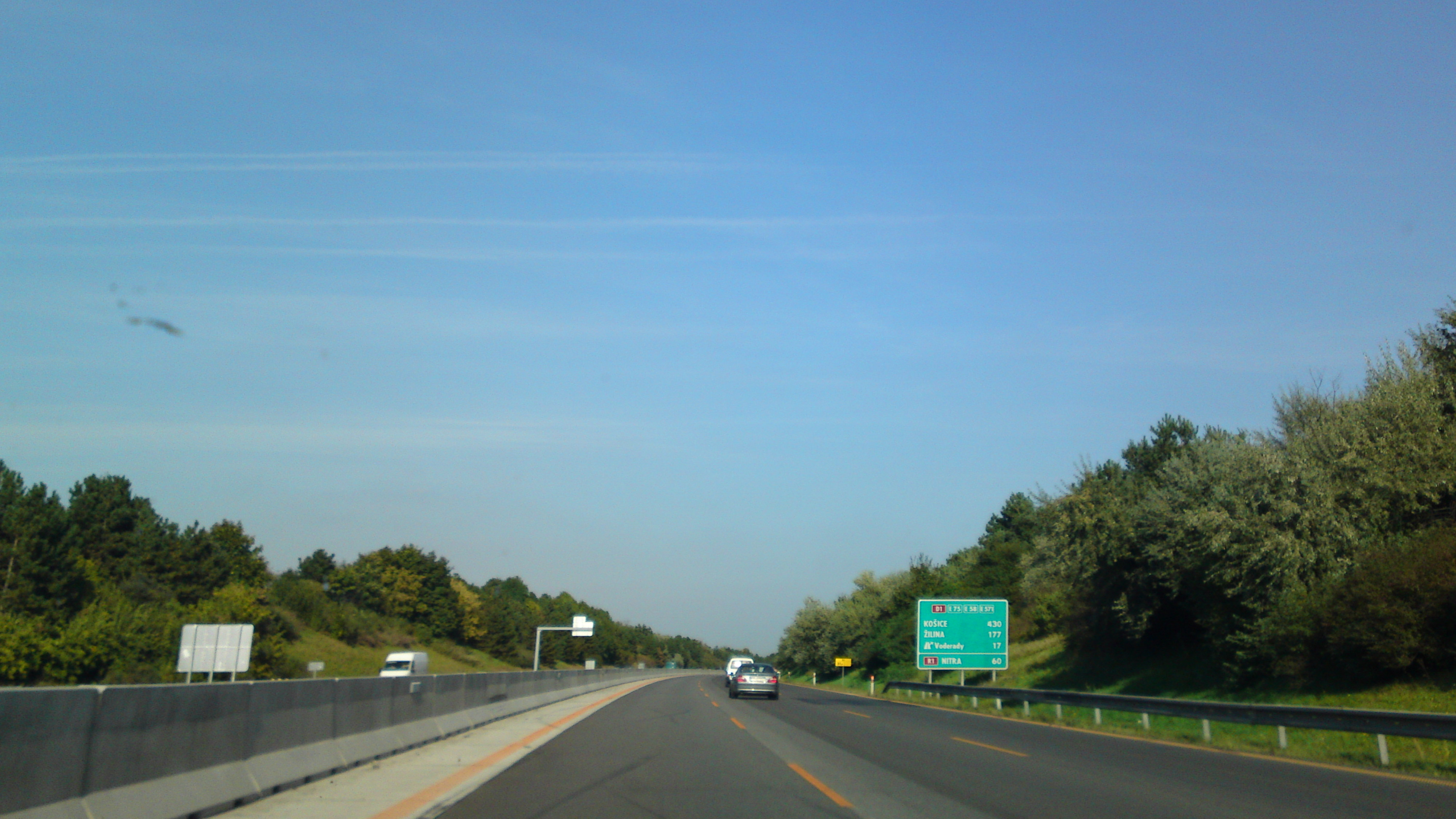
Die „erweiterte“ Autobahn bei Senec

Die Mehrheit der Autobahn ist mit zwei Fahrstreifen plus Standstreifen je Richtung ausgeführt. Langsamfahrstreifen sind bei größeren Steigungen vorhanden. Die 7,3 km lange Strecke zwischen der Brücke Beharovce und dem Ostportal des Tunnels Branisko ist vorerst nur zweispurig gebaut. Der Teil zwischen den Anschlussstellen Bratislava-Zlaté piesky und Trnava (insgesamt etwa 36 km) weist drei Fahrstreifen pro Richtung, allerdings ohne Standstreifen, zusätzlich gilt dort von 5 bis 19 Uhr eine Geschwindigkeitsbegrenzung von 110 km/h. Bei einigen Teilstrecken innerhalb Bratislavas fiel im Jahr 2014 der Standstreifen einem zusätzlichen Fahrstreifen je Richtung in der Form durchgehender Ein-/Ausfädelungsstreifen zum Opfer, im Versuch, den Verkehr flüssig zu halten. Die etwa 500 Meter lange Strecke zwischen dem Autobahnknoten Bratislava-Pečňa und Halbanschlussstelle Bratislava-Einsteinova ul. ist als einzige Autobahnstrecke der Slowakei achtstreifig ausgebaut.

## Zukunft
Der Fertigstellungstermin für die gesamte Strecke von Bratislava nach Košice ist ungewiss. Besonders aufwändig wird die Strecke zwischen Žilina und Ružomberok sein, da zahlreiche Tunnel und Brückenbauwerke im Zuge der Querung von Kleinen und Großen Fatra gebaut werden müssen.

### Abschnitte in Bau

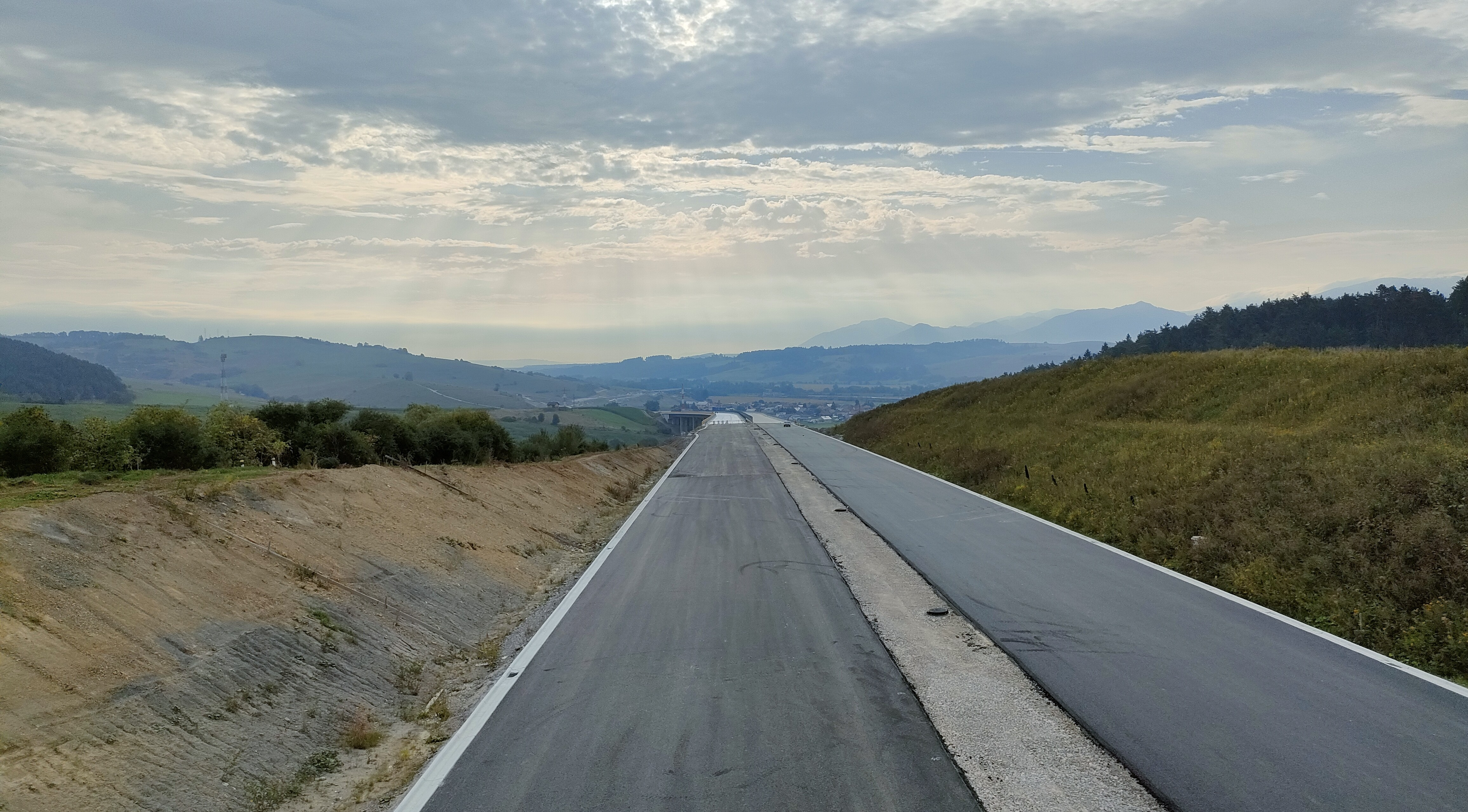
Bauabschnitt Hubová–Ivachnová bei Martinček, August 2023

Am 7. November 2013 unterzeichnete der Betreiber NDS a. s. den Vertrag über den Bau der Strecke Hubová–Ivachnová (Umfahrung Ružomberok, 15,3 km) mit der Bauzeit vom November 2013 bis Juni 2017; offiziell begann der Bau jedoch erst am 11. Februar 2014. Aufgrund instabiler Bodenverhältnisse am Westportal des Tunnel Čebrať wurden die Bauarbeiten im Frühjahr 2015 teilweise eingestellt, nachdem der Tunnel selbst bereits mehrere Monate im Bau war. Als Alternative zur Hangsanierung stand eine nördliche Verlegung der Autobahn und Verlängerung des Tunnels Čebrať auf 3600 m, für die sich letztendlich man entschied. Neben der Tunnelverlängerung verkürzte man den Streckenabschnitt Hubová–Ivachnová um 353 Meter. Stand November 2023 wird eine Fertigstellung und Inbetriebnahme frühestens im Jahr 2025 erwartet.

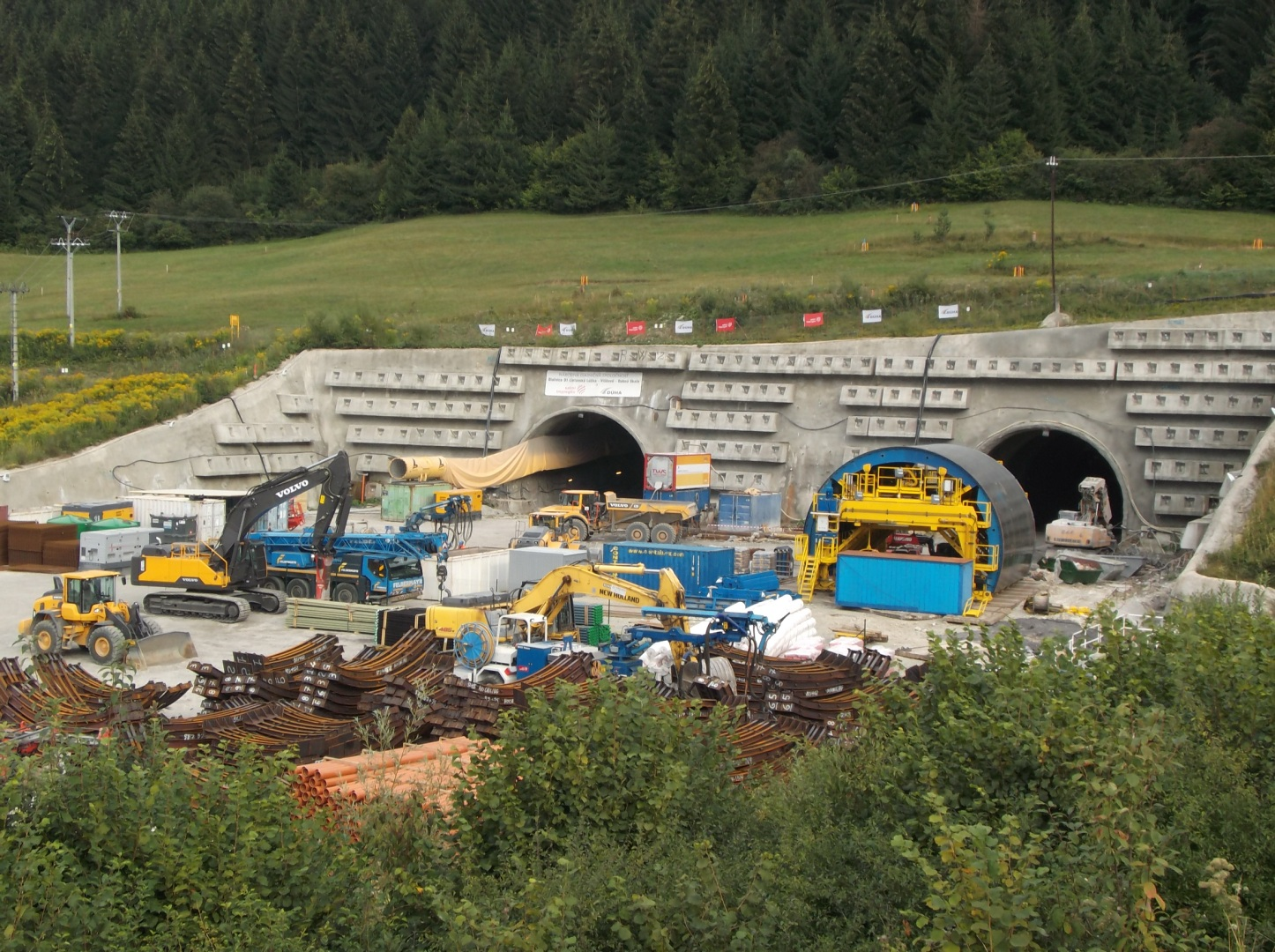
Bauarbeiten am Westportal des 7,5 km langen Tunnels Višňové, August 2015

Seit Dezember 2011 lief der öffentliche Wettbewerb für die Strecke Lietavská Lúčka–Dubná Skala (mit dem 7520 m langen Tunnel Višňové, 13,5 km), der nach mehreren Einsprüchen und Berufungen erst im Juni 2014 abgeschlossen wurde. Der Bauvertrag im Wert von 410 Millionen Euro (ohne MwSt.) sieht eine Bauzeit bis Dezember 2019 (66 Monaten) vor, der offizielle Baubeginn erfolgte am 17. Juni 2014. Nach mehreren Verzögerungen wurden im August und September 2018 beide Tunnelröhren durchgeschlagen, allerdings rechnet man mit Bauarbeiten bis zum Jahr 2022. Allerdings führten etliche Verzögerungen sowie ausbleibende Zahlungen seitens des Bauausführers an Lieferer zur Entscheidung der NDS a. s., den Bauvertrag im März 2019 zu beenden. Nach den ersten Plänen sollte ein neuer Wettbewerb erst nach der benötigten Inventarisation voraussichtlich im zweiten Halbjahr 2019 ausgeschrieben worden sein, tatsächlich kam es dazu erst im Jahr 2020. Am 23. April 2021 kam es zum Vertragsabschluss im Wert von 255 Millionen Euro, mit der vorgesehenen Bauzeit bis Ende 2023. Infolge bautechnischer Probleme insb. im Tunnel Višňové und Verzögerungen mit Lieferung der technologischen Ausstattung wird Stand Oktober 2023 mit einer Verkehrsfreigabe im Jahr 2025 gerechnet.

### Geplante Bauabschnitte und weitere Baumaßnahmen
Der Tunnel Branisko soll um die zweite Röhre ergänzt werden, Stand Dezember 2022 wird jedoch mit einem Baubeginn erst im Jahr 2029 gerechnet. Für die Abschnitte Bidovce–Dargov, Dargov–Pozdišovce und Pozdišovce–Staatsgrenze SK/UA liegt nur ein geplanter Baubeginn im Jahre 2033 vor, mit einer Gesamtfertigstellung im Jahr 2036. Mit Bezug auf die russische Invasion der Ukraine 2022 und in Erwartung des zukünftigen Wiederaufbaus wird jedoch eine schnellere Errichtung des Abschnitts von Sobrance (eventuell Michalovce) zur ukrainischen Grenze diskutiert.
Besonders umstritten ist der geplante Abschnitt Turany–Hubová durch die Große Fatra. Früher war geplant, die Autobahn unter das Gebirge mit dem 6 km langen Tunnel Korbeľka südlich der Waag zu führen und somit den Engpass bei Kraľovany zu umgehen, seit 2008 wird aber seitens des Verkehrsministeriums eine Oberflächenvariante mit Tunneln Rojkov (1,8 km) und Havran (2,6 km), aber viel mehr Brückenbauwerken entlang der Waag durchgesetzt. Dieser wird jedoch von den Umweltschutzorganisationen in Frage gestellt, besonders in Verbindung mit dem 15.000 Jahre alten Torfmoor von Rojkov sowie einer Reihe kleinräumiger Naturschutzgebiete um Kraľovany, die zum Netz Natura 2000 gehören. Aus diesem Grund prüfte die Europäische Kommission die Umweltverträglichkeit des Abschnitts und hat diese Variante im Dezember 2012 gutgeheißen, nachdem Vorschläge des Verkehrsministeriums zur „Verminderung ökologischer Schäden“ angenommen wurden. Ein Erdrutsch bei Šútovo im April 2013 beeinträchtigte die geplante Trasse, sodass eine weitere Änderung wieder zu einer Tunnelvariante mit dem Tunnel Korbeľka noch einemal ins Spiel kam. Diese Variante wurde im Januar 2018 definitiv, nachdem Einsprüche gegen Ergebnisse der dazu durchgeführten Umweltverträglichkeitsprüfung vom slowakischen Umweltministerium abgewiesen wurden. Eine Beteiligung des privaten Sektors ist nicht ausgeschlossen. Stand Dezember 2022 wird mit einem Baubeginn im Jahr 2024 und einer Verkehrsfreigabe im Jahr 2030 gerechnet.
Des Weiteren soll der Abschnitt zwischen Bratislava-Vajnory und Trnava zur mindestens sechsspurigen Autobahn mit Pannenstreifen ausgebaut werden. Noch vor dem eigentlichen Ausbau wurde im November 2017 die bestehende Auffahrt Blatné in eine vollständige Anschlussstelle umgewandelt und das umliegende Stück Autobahn bereits zum regulären Autobahnquerschnitt mit Standstreifen ausgebaut. Auch die Anschlussstelle Triblavina (zwischen Chorvátsky Grob und Bernolákovo) wurde ab 2015 errichtet und am 29. Oktober 2021 dem Verkehr freigegeben, nachdem das Projekt zuerst mit sechsspuriger Autobahn und Kollektorfahrbahnen rechnete und zum Gegenstand verkehrspolitischer Polemiken wurde.
Allerdings ist die Ausführungsform des Autobahnverbreiterung von Bratislava bis Blatné nicht unumstritten: während vorher ein sechsspuriger Ausbau mit beidseitigen Kollektorfahrbahnen mit lokalen Anschlüssen geplant war, hat die NDS a. s. und das Verkehrsministerium im Jahre 2016 neue Pläne ausgearbeitet, die nun eine achtspurige Autobahn ohne Kollektorfahrbahnen vorsieht, da nach deren Aussage dies „aus ökonomischen und Verkehrsgründen eine effektive und begründete Lösung“ sei, zudem will man nicht „den Verkehr auf eine Stelle konzentrieren“. Die Baubewilligung für die Anschlussstelle Triblavina rechnete jedoch mit Kollektorfahrbahnen, zudem erweckt die neue Planung Widerstand seitens der Vertreter der Selbstverwaltungskörperschaft Bratislavský kraj sowie des Bürgervereins Triblavina, dessen Vertretung z. T. aus kommunalen Politikern besteht. Die geplante Anbindung der Bratislavaer Ringautobahn D4 an die D1 bei Ivanka pri Dunaji sorgt für weitere Unsicherheit bei der Ausarbeitung der Endpläne. Die Ringautobahn wurde bei ihrer Fertigstellung im Jahr 2021 trotz Kreuzung nicht an die D1 angebunden, weil der Knoten im halbfertigen Zustand blieb. Tatsächlich wurde ein Bauvertrag erst im November 2022 unterzeichnet, mit einer Fertigstellung im Spätjahr 2025.

## Abschnitte
| Abschnitt                                                                        | Länge     | Baubeginn | Inbetriebnahme |
| -------------------------------------------------------------------------------- | --------- | --- | --- |
| Bratislava, Viedenská cesta – Bratislava, Prístavný most                         | 3,867 km  | 20. März 2003 | 4. Dezember 2005 |
| Bratislava, Prístavný most                                                       | 2,295 km  | April 1977 | 17. Dezember 1983 (1. Fahrbahn) / 8. November 1985 (2. Fahrbahn) |
| Bratislava, Prístavný most – Bratislava, Mierová ulica                           | 2,042 km  | April 1984 | 18. Juli 1991 |
| Bratislava, Mierová ulica – Bratislava, Senecká cesta                            | 6,475 km  | 15. Juni 1999 | 31. August 2002 |
| Bratislava, Senecká cesta – Senec                                                | 16,800 km | Januar 1972 | 12. Dezember 1975 |
| Senec – Trnava                                                                   | 19,306 km | Januar 1975 | 7. November 1978 |
| Trnava – Hlohovec                                                                | 18,464 km | April 1978 | 21. April 1983 |
| Hlohovec – Piešťany                                                              | 15,130 km | 1. Juni 1980 | 26. Juli 1985 |
| Piešťany – Horná Streda                                                          | 8,325 km  | September 1984 | 19. August 1988 |
| Horná Streda – Nové Mesto nad Váhom                                              | 14,100 km | 23. Mai 1996 | 10. September 1998 (1. Fahrbahn) / 18. Oktober 2000 (2. Fahrbahn) |
| Nové Mesto nad Váhom – Chocholná                                                 | 13,100 km | September 1996 | 10. September 1998 (1. Fahrbahn) / 1. August 2000 (2. Fahrbahn) |
| Chocholná – Skala                                                                | 11,200 km | September 1991 | 29. November 1996 |
| Skala – Nemšová                                                                  | 7,500 km  | 1994 | 29. November 1996 |
| Nemšová – Ladce                                                                  | 16,628 km | Dezember 1996 | 10. September 1998 (1. Fahrbahn) / 9. November 2000 (2. Fahrbahn) |
| Ladce – Sverepec                                                                 | 9,940 km  | Januar 1998 / Juni 2002 | 9. Dezember 2005 (bis Beluša (1,9 km) bereits 26. August 2004) |
| Sverepec – Vrtižer                                                               | 9,595 km  | 12. Dezember 2007 | 31. Mai 2010 |
| Vrtižer – Hričovské Podhradie                                                    | 12,904 km | Oktober 1998 / 2004 | 12. Januar 2007 (1. Fahrbahn) / 29. Juni 2007 (2. Fahrbahn) |
| (gebaut zusammen mit dem Abschnitt Hričovské Podhradie – Žilina, Strážov der D3) | 0,681 km  | Oktober 1998 / Juli 2004 | 12. Januar 2007 (1. Fahrbahn) / 29. Juni 2007 (2. Fahrbahn) |
| Hričovské Podhradie – Lietavská Lúčka                                            | 11,320 km | Januar 2014 | 29. Januar 2021 |
| Lietavská Lúčka – Dubná Skala                                                    | 13,510 km | Juni 2014 | 2025 |
| Dubná Skala – Turany                                                             | 16,410 km | November 2011 | 10. Juli 2015 |
| Turany – Hubová                                                                  | 13,580 km | 2024[veraltet] | 2030 |
| Hubová – Ivachnová                                                               | 14,919 km | November 2013 | 2025 |
| Ivachnová – Liptovský Mikuláš                                                    | 14,332 km | Januar 1973 | 9. Dezember 1977 |
| Liptovský Mikuláš – Liptovský Ján                                                | 7,130 km  | März 1972 | 9. Dezember 1977 (teilweise bereits 1. Juli 1977) |
| Liptovský Ján – Liptovský Hrádok                                                 | 5,100 km  | April 1975 | 21. Dezember 1983 |
| Liptovský Hrádok – Hybe                                                          | 7,870 km  | April 1983 | 27. Juni 1986 (1. Fahrbahn) / Oktober 1990 (2. Fahrbahn) |
| Hybe – Važec                                                                     | 10,663 km | August 1996 | 13. August 1998 (auf 7,663 km nur 1. Fahrbahn) / 16. November 2000 (vollständig 2. Fahrbahn)                                                                                                |
| Važec – Mengusovce                                                               | 12,225 km | August 1998 / 2004 | 11. Dezember 2007 (Važec – Štrba nur 1. Fahrbahn) / 14. September 2008 (vollständig 2. Fahrbahn)                                                                                            |
| Mengusovce – Jánovce                                                             | 25,850 km | 10. April 2006 (Mengusovce – Poprad, západ, L = 8,000 km) 10. April 2006 (Poprad, západ – Poprad, východ, L = 6,230 km) August 2005 (Poprad, východ – Jánovce, L = 11,620 km) | 5. Dezember 2009 (Mengusovce – Poprad, západ) 6. Dezember 2008 (Poprad, západ – Poprad, východ) 6. Dezember 2008 (1. Fahrbahn) / 3. September 2009 (2. Fahrbahn) (Poprad, východ – Jánovce) |
| Jánovce – Jablonov                                                               | 18,540 km | 20. Juni 2011 (Jánovce – Levoča, L = 9,000 km) 25. Juni 2012 (Levoča – Jablonov, L = 9,540 km)                                                                                | 20. Oktober 2015 (Jánovce – Levoča) 30. November 2015 (Levoča – Jablonov) |
| Jablonov – Studenec                                                              | 5,210 km  | 17. April 2009 | 7. Juni 2010 (1. Fahrbahn) / 14. Dezember 2012 (2. Fahrbahn) |
| Studenec – Beharovce                                                             | 3,323 km  | 2. April 2009 | 7. Juni 2010 |
| Beharovce – Fričovce                                                             | 13,824 km | 1. April 1996 | 29. Juni 2003 (Beharovce – Široké nur 1. Fahrbahn, 2. Fahrbahn in Planung; 3 km bei Široké bereits September 2001 freigegeben; vierspuriger Ausbau der AS Beharovce im Mai 2014 beendet)    |
| Fričovce – Svinia                                                                | 11,220 km | November 2011 | 17. Dezember 2015 |
| Svinia – Prešov, západ                                                           | 7,075 km  | 1. Dezember 2005 | 7. Juni 2010 |
| Prešov, západ – Prešov, juh                                                      | 7,870 km  | 30. Mai 2017 | 28. Oktober 2021 |
| Prešov, juh – Budimír                                                            | 19,145 km | April 1977 (Prešov, juh – Ličartovce, L = 8,645 km) April 1983 (Ličartovce – Budimír, L = 10,500 km)                                                                          | 22. Oktober 1982 (Prešov, juh – Ličartovce) April 1988 (Ličartovce – Budimír) |
| Budimír – Bidovce                                                                | 14,400 km | November 2016 | 16. Dezember 2019 |
| Bidovce – Dargov                                                                 | 12,950 km | 2033 | 2036 |
| Dargov – Pozdišovce                                                              | 18,670 km | 2033 | 2036 |
| Pozdišovce – Záhor (Grenze SK/UA)                                                | 42,570 km | 2033 | 2036 |

Legende:
| Abschnitt in Betrieb |
| Abschnitt in Bau     |
| Abschnitt in Planung |

## Sonstiges
Auf dem 1998 eröffneten Abschnitt Horná Streda – Nové Mesto nad Váhom befindet sich ein etwa 3,2 km langer Autobahn-Behelfsflugplatz. Dieser verläuft fast genau in Nord-Süd-Richtung und beginnt an der Anschlussstelle Lúky und endet am Rastplatz Hrádok, der beidseitig als Abstellplatz konzipiert ist. Allerdings fand dort bis heute keine Militärübung statt.Lage des Autobahn-Behelfsflugplatzes
An fertiggestellten Teilstücken zwischen Trenčín und Košice standen bis in die frühen 2010er Jahre Kilometertafel mit ca. 180 km höherer Zählung gegenüber dem heutigen Stand (z. B. km 452 bei Liptovský Mikuláš und km 607 bei Budimír). Dies begründet sich durch die Planung der alten tschechoslowakischen Autobahn D1, somit geben die Zahlen die Entfernung vom Autobahnbeginn in Prag an.